# Adolfo Porrata
Adolfo Porrata, né le 10 mai 1948, à Santurce, à Porto Rico, est un ancien joueur portoricain de basket-ball.